# Афонин, Фёдор Иванович
Фёдор Иванович Афонин (7 февраля 1904, дер. Рог, Орловская губерния — 24 декабря 1962, дер. Улиткино, Московская область) — командир миномётного отделения 77-го стрелкового полка (80-я стрелковая дивизия, 59-я армия, 1-й Украинский фронт), старший сержант — на момент представления к награждению орденом Славы 1-й степени. Полный кавалер ордена Славы.

## Биография
Родился 7 февраля 1904 года в деревне Рог (ныне — Ливенского района Орловской области) в семье крестьянина. Русский. Окончил 3 класса. Трудился в колхозе, на фабрике в Щёлковском районе Московской области.
В Красной Армии с 1941 года. В боях Великой Отечественной войны с сентября того же года, стал миномётчиком. Воевал на Ленинградском фронте. Член ВКП(б)/КПСС с 1943 года. Был номером расчёта 120-мм миномёта 143-го стрелкового полка 224-й стрелковой дивизии. В боях за Синявинские высоты, когда прервалась связь между огневой позицией и наблюдательным пунктом, а телефонист вышел из строя, Афонин, невзирая на сильный огонь, восстановил повреждённый кабель. Был награждён медалью «За отвагу».
26 января 1944 года в бою за освобождение города Гатчина Ленинградской области от разрыва вражеского снаряда весь расчёт вышел из строя. Старший сержант Афонин, оставшись один, будучи раненым, самостоятельно вёл огонь из миномёта, уничтожил свыше 12 вражеских солдат, чем содействовал продвижению пехоты. Приказом от 1 февраля 1944 года старший сержант Афонин награждён орденом Славы 3-й степени (№ 18130).
После лечения в госпитале Афонин был направлен в 80-ю стрелковую дивизию, был назначен командиром расчёта 82-мм миномёта 77-го стрелкового полка. Принимал участие в боях по освобождению Польши, дрался на Сандомирском плацдарме и в южной Силезии, бил гитлеровцев на территории Германии. 25 марта 1945 года в бою за населённый пункт Грефлих-Визе (юго-западнее города Нойштадт, Германия, ныне города Прудник, Польша), старший сержант Афонин по собственной инициативе выдвинул миномёт в боевые порядки стрелковой роты и уничтожил четыре огневые точки. В этот же день при отражении вражеской контратаки расчёт подавил станковый пулемёт и уничтожил до взвода гитлеровцев. Приказом от 11 апреля 1945 года старший сержант Афонин Фёдор Иванович награждён орденом Славы 2-й степени (№ 14615).
7 мая 1945 года в бою юго-восточнее населённого пункта Штрелен (Германия) (ныне город Стшелин, Польша) командир миномётного отделения Афонин, как отмечалось в наградном листе, «…умело выбрал огневую позицию и меткими выстрелами подавил семь и уничтожил три пулемёта противника. В этом бою его расчёт истребил около двадцати пяти гитлеровцев. Несмотря на полученное ранение, сержант Афонин остался в строю и продолжал руководить расчётом до тех пор, пока не был взят населённый пункт». Указом Президиума Верховного Совета СССР от 27 июня 1945 года за мужество, отвагу и героизм, проявленные в борьбе с немецко-фашистскими захватчиками, старший сержант Афонин Фёдор Иванович награждён орденом Славы 1-й степени (№ 873). Стал полным кавалером ордена Славы.
В 1946 году, после демобилизации, вернулся домой. Жил в деревне Улиткино (ныне — в городском округе Лосино-Петровский Московской области). Работал на фабрике агентом по снабжению. Скончался 24 декабря 1962 года.

## Награды
- ордена Славы 3-х степеней,
- медаль «За отвагу» (5.03.1945)[1]